# Фудбалска репрезентација Хонгконга
Фудбалска репрезентација Хонгконга (кинески: 香港足球總會) је фудбалски тим који је под контролом је фудбалског савеза Хонгконга и представља Хонгконг на међународним такмичењима. Занимљиво је да репрезентација није заузела прво место ни на једном такмичењу на којем је учествовала.

## Стадион
Хонгконг мечеве код куће игра на истоименом, Хонгконг стадиону. На том стадиону се играју и многи интермационални турнири као што је Карсберг куп. Хонгконг такође користи и стадионе Монг Кок, у истоименом граду, и Сиу Саи Ван граунд у Чаи Вану.

## Међународна такмичења
| АФК азијски куп учешћа | АФК азијски куп учешћа | АФК азијски куп учешћа | АФК азијски куп учешћа | АФК азијски куп учешћа | АФК азијски куп учешћа | АФК азијски куп учешћа | АФК азијски куп учешћа | АФК азијски куп учешћа |
| Година                 | Резултат               | Поз                    | Иг                     | Поб                    | Нер                    | Пор                    | ДГ                     | ПГ                     |
| ---------------------- | ---------------------- | ---------------------- | ---------------------- | ---------------------- | ---------------------- | ---------------------- | ---------------------- | ---------------------- |
| 1956                   | Треће место            | 3                      | 3                      | 0                      | 2                      | 1                      | 6                      | 5                      |
| 1960                   | Није се кваликовала    | -                      | -                      | -                      | -                      | -                      | -                      | -                      |
| 1964                   | Четврто место          | 4                      | 3                      | 0                      | 0                      | 3                      | 1                      | 5                      |
| 1968                   | Пето место             | 5                      | 4                      | 0                      | 1                      | 3                      | 2                      | 11                     |
| 1972 до 2011           | Није се кваликовала    | -                      | -                      | -                      | -                      | -                      | -                      | -                      |
| 2015                   | Кваликикације у току   | -                      | -                      | -                      | -                      | -                      | -                      | -                      |

| Првенство Источне Азије учешћа | Првенство Источне Азије учешћа | Првенство Источне Азије учешћа | Првенство Источне Азије учешћа | Првенство Источне Азије учешћа | Првенство Источне Азије учешћа | Првенство Источне Азије учешћа | Првенство Источне Азије учешћа | Првенство Источне Азије учешћа |
| Година                         | Резултат                       | Позиција                       | И                              | Поб                            | Нер                            | Пор                            | ДГ                             | ПГ                             |
| ------------------------------ | ------------------------------ | ------------------------------ | ------------------------------ | ------------------------------ | ------------------------------ | ------------------------------ | ------------------------------ | ------------------------------ |
| 1990 to 1992                   | Није се квалификовала          | -                              | -                              | -                              | -                              | -                              | -                              | -                              |
| 1995                           | треће место                    | 3                              | 4                              | 1                              | 1                              | 2                              | 3                              | 2                              |
| 1998                           | Четврто место                  | 4                              | 3                              | 0                              | 0                              | 3                              | 1                              | 7                              |
| 2003                           | Четврто место                  | 4                              | 3                              | 0                              | 0                              | 3                              | 2                              | 7                              |
| 2005 до 2008                   | Није се квалификовала          | -                              | -                              | -                              | -                              | -                              | -                              | -                              |
| 2010                           | Четврто место                  | 4                              | 3                              | 0                              | 0                              | 3                              | 0                              | 10                             |
| 2013                           | квалификације                  | -                              | -                              | -                              | -                              | -                              | -                              | -                              |